# Johann Carolus

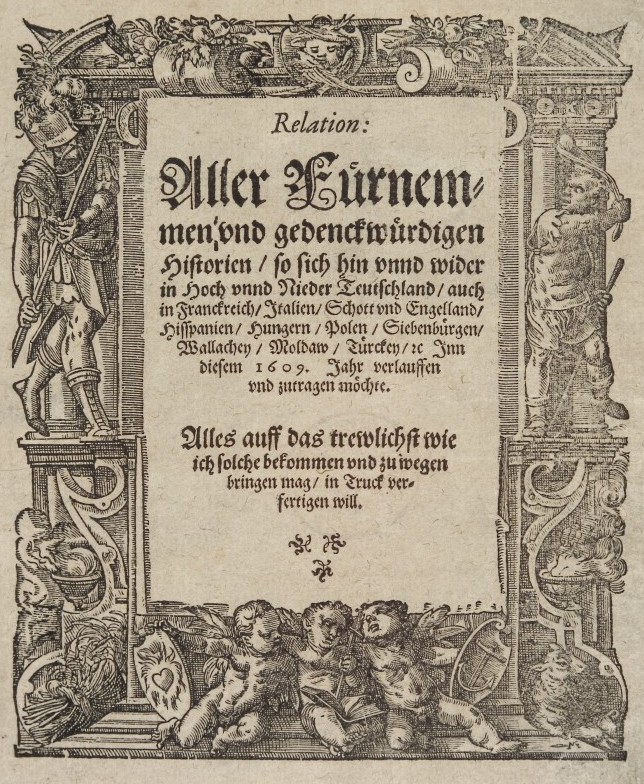
Titelblatt der Relation von 1609

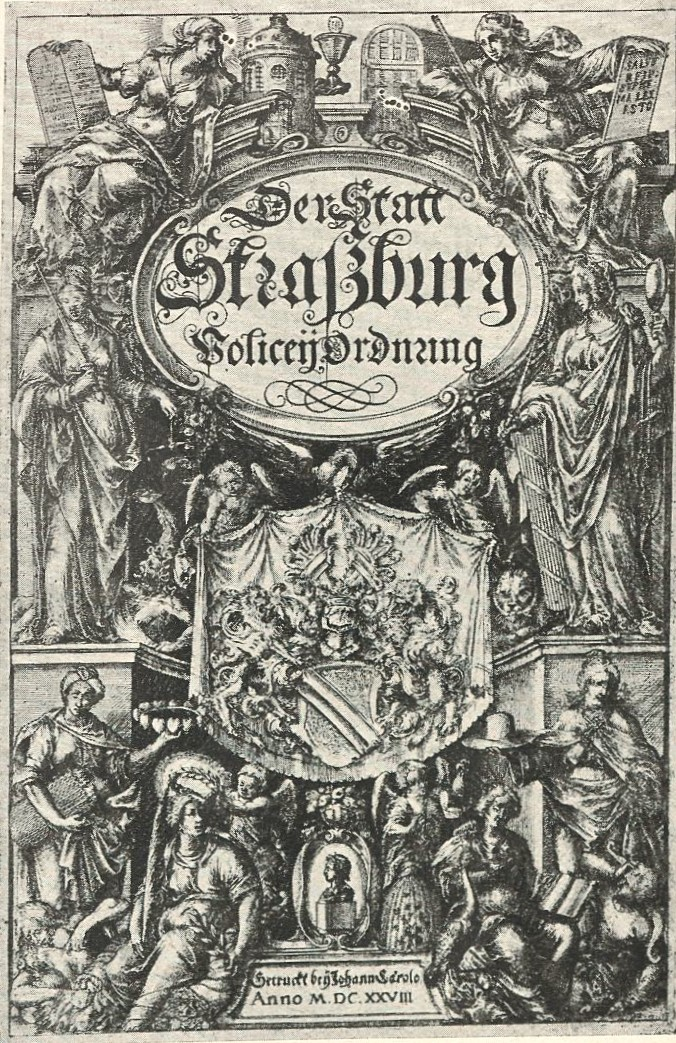
Polizeiordnung der Stadt Straßburg, gedruckt bei Johann Carolus, 1628

Johann Carolus (* 26. März 1575 in Mühlbach (Münstertal); † 15. August 1634 in Straßburg) war ein deutscher Drucker, Buchbinder und Verleger in Straßburg.

## Herkunft und Leben
Sein Vater Georg oder Jörg Carolus war Pfarrer und stammte aus einer gelehrten Theologenfamilie aus Meiningen (Thüringen). Dieser Georg Carolus heiratete Maria Jung, die Witwe seines Amtsvorgängers. Die Ehefrau brachte drei Töchter mit in die Ehe, aus der als einziges gemeinsames Kind Johann Carolus hervorging. Johann Carolus selbst wurde wahrscheinlich nach seinem Onkel (dem Bruder seines Vaters) benannt. Nachdem 1578 in Mühlbach eine Schule gegründet wurde und das Amt mit dem Pfarramtskandidaten Caspar Spahn besetzt wurde, lässt sich vermuten, dass dieser Carolus' erster Lehrer war. Wahrscheinlich hat der junge Carolus bereits im Alter von sechs oder sieben Jahren seine Mutter verloren, da sie ab Herbst 1581 nicht mehr im Taufregister auftaucht. Mit 14 Jahren verließ Carolus die Schule und begann spätestens 1589 mit seiner Lehre zum Buchbinder. Diese Zeit als Lehrling und Geselle dauerte etwa zehn Jahre.

## Berufliche Laufbahn
Als 24-Jähriger heiratete Johann Carolus am 17. Juli 1599 die Straßburger Bürgerstochter Anna Fröhlich und erlangte so bereits am 24. Juli das Straßburger Bürgerrecht. Zudem trat er in die Zunft „zur Steltz“ ein, die eine Vereinigung der kunstgewerblichen Berufe wie Goldschmied, Glaser, Buchdrucker, Papiermacher, Buchhändler, Buchbinder und Maler darstellte. Aus der Ehe gingen insgesamt zehn Kinder hervor, wobei im Jahr 1609 nur noch zwei der bis dahin sieben geborenen Kinder lebten, zwei Knaben und ein Mädchen folgten. 1601 erwarb das Ehepaar ein Wohn- und Geschäftshaus am Thomasplatz, bei dem es sich um ein Eckhaus an der Schmiede- und Schlossergasse sowie an der Schuhmachergasse handelte. Nach dem Tod des Druckers Tobias Jobin kaufte Carolus 1604 dessen Druckerei und übernahm den Vertrieb und das Büchersortiment. Carolus erwarb drei Druckerpressen mit Zubehör sowie unbedrucktes Papier, einen Schriftenvorrat und die bereits gedruckten Bücher. Nach der Überführung der Jobinschen Druckerei in das umgebaute Haus am Thomasplatz begann Carolus mit der Produktion von Buchtiteln, die einen raschen und hohen Verkaufsertrag versprachen. Des Weiteren bot ihm das (handschriftliche) Zeitungsschreiben die Möglichkeit, ohne Eigenkapital Geld für künftige Investitionen zu erwirtschaften. Im Nachlass der Jobinschen Druckerei fand Carolus zudem ein geistliches Manualbüchlein mit Psalmen, Evangelien und Gebeten, für das er 1604 ein Nachdruck- und Verkaufsverbot gegen seine Konkurrenten erwirkte, sodass er das Privileg erlangte, das Manualbüchlein als Einziger drucken zu dürfen.
Durch die hohe typographische Qualität seiner Tätigkeit durfte er im zweiten Jahrzehnt des 17. Jahrhunderts die meisten amtlichen Drucksachen der Stadt ausführen, wie beispielsweise 1628 die Straßburger „PoliceyOrdnung“. Zudem trat Carolus als Autor von drei Gelegenheitsschriften auf: zwei Hochzeitsgedichte und ein Totengedenken. Seit 1617 versah Carolus in Straßburg auch das Amt eines Kirchspielpflegers für die Gemeinde der Straßburger Thomaskirche, welches er bis zu seinem Lebensende führte.

## Zur Geschichte der „Relation“
Neben seinen Tätigkeiten als Buchbinder und Buchdrucker veröffentlichte Carolus auch die erste gedruckte Zeitung. Dies ist auf die zwei grundlegenden Qualifikationen zurückzuführen, dass er bereits vorher als Avisenschreiber tätig war und über eine Presse verfügte. Zudem war er auf der Suche nach Möglichkeiten der Gewinnsteigerung und entschloss sich für den Druck der Zeitung, in der Hoffnung eine höhere Auflage und die hiermit mögliche Preisreduzierung erreiche ein größeres Publikum.
Als Verleger war Carolus Herausgeber der Wochenzeitung Relation aller Fürnemmen und gedenckwürdigen Historien, die erstmals in der zweiten oder dritten Septemberwoche 1605 in Straßburg erschien. Dokumentiert ist dies durch eine Bittschrift (supplication) an den Rat der Stadt Straßburg, in der er sich nach Publikation der ersten zwölf Ausgaben vergeblich um die Erteilung eines Monopolrechtes bemühte. Eine Transkription dieser Supplication findet sich in einem Artikel von Weber. Gleichwohl durfte das Blatt auch danach weiterhin herauskommen. Dennoch war das Zeitungsgewerbe für Carolus nur ein Nebenzweig seiner Verlagstätigkeit. Er entwickelte diesen Unternehmensteil in kühler Kalkulation und konnte so sein Berufsziel, ein geachteter und erfolgreicher Verleger und Buchhändler zu werden, erreichen. Sein beruflicher Ehrgeiz ist ebenfalls darauf zurückzuführen, dass er sich auf kein nennenswertes Eigenkapital oder einen elterlichen Betrieb stützen konnte, sondern sich auf die eigene Kraft, Bildung und Phantasie verlassen musste. So waren nach der Frankfurter Herbstmesse 1614 alle Schulden aus dem Kauf der Verlagsdruckerei abgetragen.
Johann Carolus gab die Zeitung kontinuierlich bis zu seinem Tod 1634 heraus. Sein Sohn Moritz übernahm die Offizin und führte den Zeitungsdruck bis 1667 fort. Carolus wurde auf dem Friedhof Sainte-Hélène begraben, seine Grabstätte hat sich nicht erhalten.
Der älteste bis heute erhaltene Jahrgang der Zeitung ist 1609; die ersten Jahrgänge sind offenbar verschollen. Die Relation erschien bis 1659 und wird vom Weltverband der Zeitungen als erste Zeitung der Welt anerkannt. Auf Dokumente zur Straßburger Pionierleistung stieß der deutsche Pressehistoriker Martin Welke 1987 gemeinsam mit dem Straßburger Archivar Jean-Pierre Kintz. Welke nennt das Gesuch an den Straßburger Rat „die Geburtsurkunde der Zeitung“.

## Belege
1. 1 2 3 4 5  Martin Welke: Johann Carolus und der Beginn der periodischen Tagespresse. Versuch, einen Irrweg der Forschung zu korrigieren. In: Martin Welke, Jürgen Wilke (Hrsg.): 400 Jahre Zeitung. Die Entwicklung der Tagespresse im internationalen Kontext (= Presse und Geschichte - Neue Beiträge. Band 22). Bremen 2008, S. 9–116.
2. 1 2 3  Johannes Weber: „Unterthenige Supplication Johann Caroli/buchtruckers“. Der Beginn gedruckter politischer Wochenzeitungen im Jahr 1605. In: Archiv für Geschichte des Buchwesens. Band 38. Frankfurt a. Main 1992, ISBN 3-7657-1722-3, S. 257–265.
3. ↑  Geschichte der Zeitung: Darf man so etwas drucken? In: Die Zeit. 27. Dezember 2013 (zeit.de).
4. ↑  Weltverband der Zeitungen: Zeitungen: 400 Jahre jung! (Memento vom 10. Mai 2012 im Internet Archive)

| Personendaten    | Personendaten                            |
| ---------------- | ---------------------------------------- |
| NAME             | Carolus, Johann                          |
| KURZBESCHREIBUNG | Herausgeber und Buchdrucker in Straßburg |
| GEBURTSDATUM     | 26. März 1575                            |
| GEBURTSORT       | Mühlbach (Münstertal)                    |
| STERBEDATUM      | 15. August 1634                          |
| STERBEORT        | Straßburg                                |